# São Vendelino
São Vendelino este un oraș în Rio Grande do Sul (RS), Brazilia.